# Wapen van Ambt Almelo

Het wapen van Ambt Almelo

Het wapen van Ambt Almelo werd op 14 november 1898 per Koninklijk Besluit door de Hoge Raad van Adel aan de Overijsselse gemeente Ambt Almelo bevestigd. Vanaf 1914 is het wapen niet langer als gemeentewapen in gebruik omdat de gemeente Ambt Almelo samen met de gemeente Stad Almelo opging in de gemeente Almelo.

## Blazoenering
De blazoenering van het wapen luidt als volgt:
	In goud 3 dwarsbalken van azuur beladen met 12 ruiten van zilver, geplaatst 5, 4 en 3.

## Verklaring

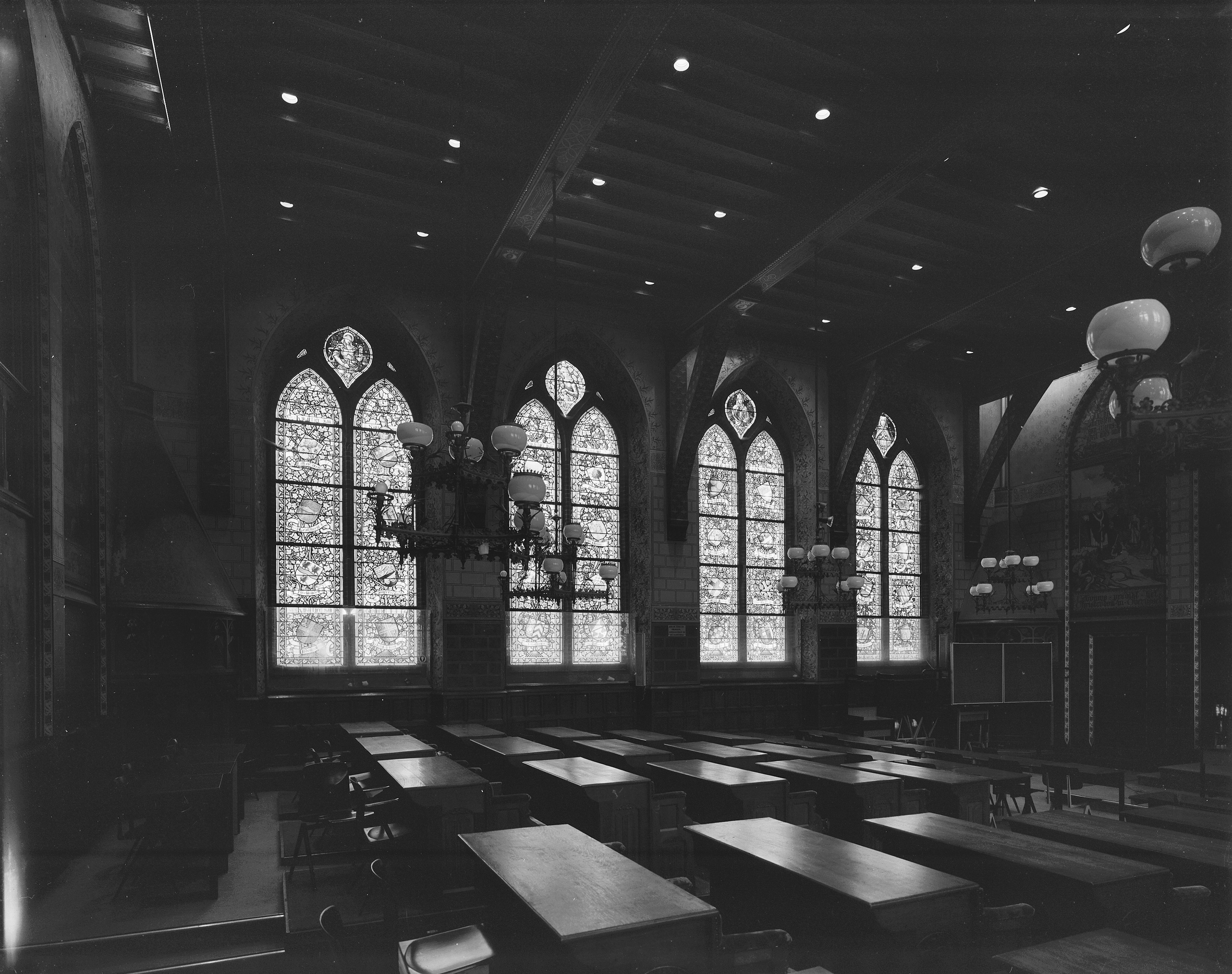
De glas in loodramen in het voormalige provinciehuis in Zwolle

De bouw van een nieuwe vergaderzaal voor de Staten van Overijssel eind 19e eeuw, waarin wapens van gemeenten opgenomen zouden worden in de ramen, leidde tot een formele aanvraag. Het wapen van de Heren van Almelo uit de 14e of 15e eeuw vormde de basis voor het wapen van Ambt Almelo. In 1485 werd het wapen als hartschild opgenomen in het familiewapen van familie van Rechteren en weer later van de familie Van Rechteren Limpurg. De graaf van Rechteren Limpurg wendde begin van de 18e eeuw zijn invloed aan om van Ambt Almelo een zelfstandige gemeente te maken. De betekenis van het wapen is onbekend.

## Verwante wapens

Wapen van Almelo
Wapen van Stad Almelo

Ambt Almelo
· Ambt Delden
· Ambt Hardenberg
· Ambt Ommen
· Ambt Vollenhove
· Avereest
· Bathmen
· Blankenham
· Blokzijl
· Brederwiede
· Den Ham
· Denekamp
· Diepenheim
· Diepenveen
· Genemuiden
· Giethoorn
· Goor
· Grafhorst
· Gramsbergen
· Hasselt
· Heino
· Holten
· IJsselham
· IJsselmuiden
· Kamperveen
· Kuinre
· Lonneker
· Markelo
· Nieuwleusen
· Noordoostpolder
· Oldemarkt
· Olst
· Ootmarsum
· Rijssen
· Stad Almelo
· Stad Delden
· Stad Hardenberg
· Stad Ommen
· Stad Vollenhove
· Steenwijk
· Steenwijkerwold
· Urk
· Vollenhove
· Vriezenveen
· Wanneperveen
· Weerselo
· Wijhe
· Wilsum
· Zalk en Veecaten
· Zwartsluis
· Zwollerkerspel